# کانال فولتن (اوهایو)
کانال فولتن (به انگلیسی: Canal Fulton) شهری در ایالت اوهایو کشور ایالات متحده آمریکا است که جمعیت آن در سرشماری سال ۲۰۱۰ میلادی، ۵٬۴۷۹ نفر بوده‌است.